# Кобелякская городская община
Кобелякская городская община (укр. Кобеляцька міська громада) — территориальная община в Полтавском районе Полтавской области Украины. Административный центр — город Кобеляки.

## Населенные пункты
В состав общины входят 1 город (Кобеляки) и 62 села: Брачковка, Брынзы, Бродщина, Василевка, Виблые, Водолаговка, Гаймаровка, Гаевое, Галагуровка, Гали-Горбатки, Ганжевка, Гарбузовка, Григоровка, Грицаевка, Дашковка, Деменки, Золотаревка, Ивановка, Канава, Кишеньки, Коваленковка, Колесниковка, Красное, Куновка, Лебедино, Леваневское, Левобережная Соколка, Лесинки, Лесное, Лещиновка, Литвины, Лучки, Мартыновка, Медяновка, Морозы, Николаевка, Озера, Ольховатка, Орлик, Павловка, Панское, Перегоновка, Поводы, Подгора, Правобережная Соколка, Приднепрянское, Проскуры, Просяниковка, Прощурады, Ревущино, Самарщина, Светлогорское, Сенное, Сосновка, Сухиновка, Сухое, Твердохлебы, Чкалово, Шабельники, Шевченки, Шенгуры, Яблоновка.

## История
Создана в 2020 году, согласно распоряжению Кабинета Министров Украины № 721-р от 12 июня 2020 года «Об определении административных центров и утверждении территорий территориальных общин Полтавской области», путем объединения территорий и населенных пунктов Кобелякского городского и Бродщинского, Василевского, Ольховатского, Дашковского, Золотаревского, Ивановского, Канавского, Красненского, Куновского, Лебединского, Лучковского, Озерянского, Орликского, Подгоринского, Приднепрянского, Светлогорского, Сухиновского, Шенгуровского сельских советов Кобелякского района Полтавской области.